# Campeonato de Primera División 1926 de la AAPF (La Plata)
El Campeonato de Primera División 1926 fue la decimocuarta edición de la primera división del fútbol platense. También fue el único campeonato organizado por la Asociación Amateurs Platense de Football, asociación disidente de la Federación Platense.
El certamen consagró campeón por cuarta vez a Conservación y Tráfico, que obtuvo el derecho a disputar la fase final de la División Intermedia de la Asociación Amateurs de Football.

## Sistema de disputa
Los participantes se enfrentaron bajo el sistema de todos contra todos a dos ruedas. El equipo que obtuvo mas puntos se consagró campeón y se clasificó a la fase final del Campeonato de División Intermedia 1926 de la AAmF.

## Tabla de posiciones
| Pos. | Equipo                          | Pts. | J  |
| ---- | ------------------------------- | ---- | -- |
| 1.°  | Conservación y Tráfico          | 32   | 20 |
| 2.°  | Defensores de Cambaceres        | 29   | 20 |
| 3.°  | Sud America                     | 25   | 20 |
| 4.°  | Everton Platense                | 24   | 20 |
| 5.°  | Platense                        | 22   | 20 |
| 6.°  | El Parque                       | 23   | 20 |
| 7.°  | 12 de Octubre                   | 17   | 20 |
| 8.°  | For Ever                        | 15   | 20 |
| 9.°  | Nacional Sporting               | 11   | 20 |
| 10.° | Compañía de Muelles y Depósitos | 10   | 20 |
| 11.° | Overland                        | 6    | 20 |

|  | Campeón. |